# Carica Jia Nanfeng
Carica Jia Nanfeng (賈南風) (257. – 300.), nadimak Shi (時), je bila carica kineske dinastije Jin. Bila je kćer znamenitog vojskovođe Jia Chonga i prva supruga cara Huija.  Kineski povjesničari je tradicionalno opisuju kao negativnu ličnost i drže odgovornom za izbijanje Rata osam prinčeva, koji je omogućio ustanak Wu Hu i gubitak vlasti dinastije Jin nad sjevernom i centralnom Kinom.